# Povhova ulica, Novo mesto
Povhova ulica je ena od ulic v Novem mestu, ki se od leta 1993 imenuje po krojaškem mojstru in podjetniku Jožku Povhu (1897-1983). Ulica obsega sedem hišnih številk, poteka pa med Straško cesto in Cegelnico. 